# 曾藍施
曾藍施（Tsang Nam Sze，20世紀20年代-1979年5月），又名：曾舒、曾舒雯。
- 20世紀50年代至香港60年代的香港電影演員，20世紀50年代以曾當選越南「西貢小姐」的名銜投身香港電影業，多演活潑好動的傻大姐角式，與演員江一帆鬧過桃色新聞後，曾經一度息影；1964年中旬，另以「南施」為新藝名，並以「新人」身份，加盟「萬安影業公司」為基本演員[2]。
  - 曾藍施的銀幕處女作為《相逢未晚》(1949年3月，飾演麗絲)及《紅樓夢》(1949年4月，飾演薛寶釵)；息影作為《富貴滿華堂》(1964年，飾演張麗明)，一生參演約50齣電影。

- 曾藍施以『1950年影后』身份，在1950年9月6日（星期三）正午12時為九龍彌敦道與太子道交界的「大行士多」作開幕剪綵，該店是「嘉頓糖果餅乾公司」的九龍分銷處[3]。

- 1965年6月獲准歸化英籍[4]。

- 1966年8月29日(星期五)正午12時，以「曾舒」的名義在九龍半島酒店二樓舉行個人畫展，由吳楚帆及張瑛、楊茜夫婦剪綵[5]。

- 息影後來移民美國。

- 1979年5月在美國紐約因腦癌逝世；1979年5月25日(星期五)舉行喪禮[6]。

## 外部連結
- 香港電影資料館：曾藍施參演電影的記錄[永久]
- 香港影庫：曾藍施 （页面存档备份，存于）
- 曾藍施的電影演出片段